# Migrazione lessepsiana

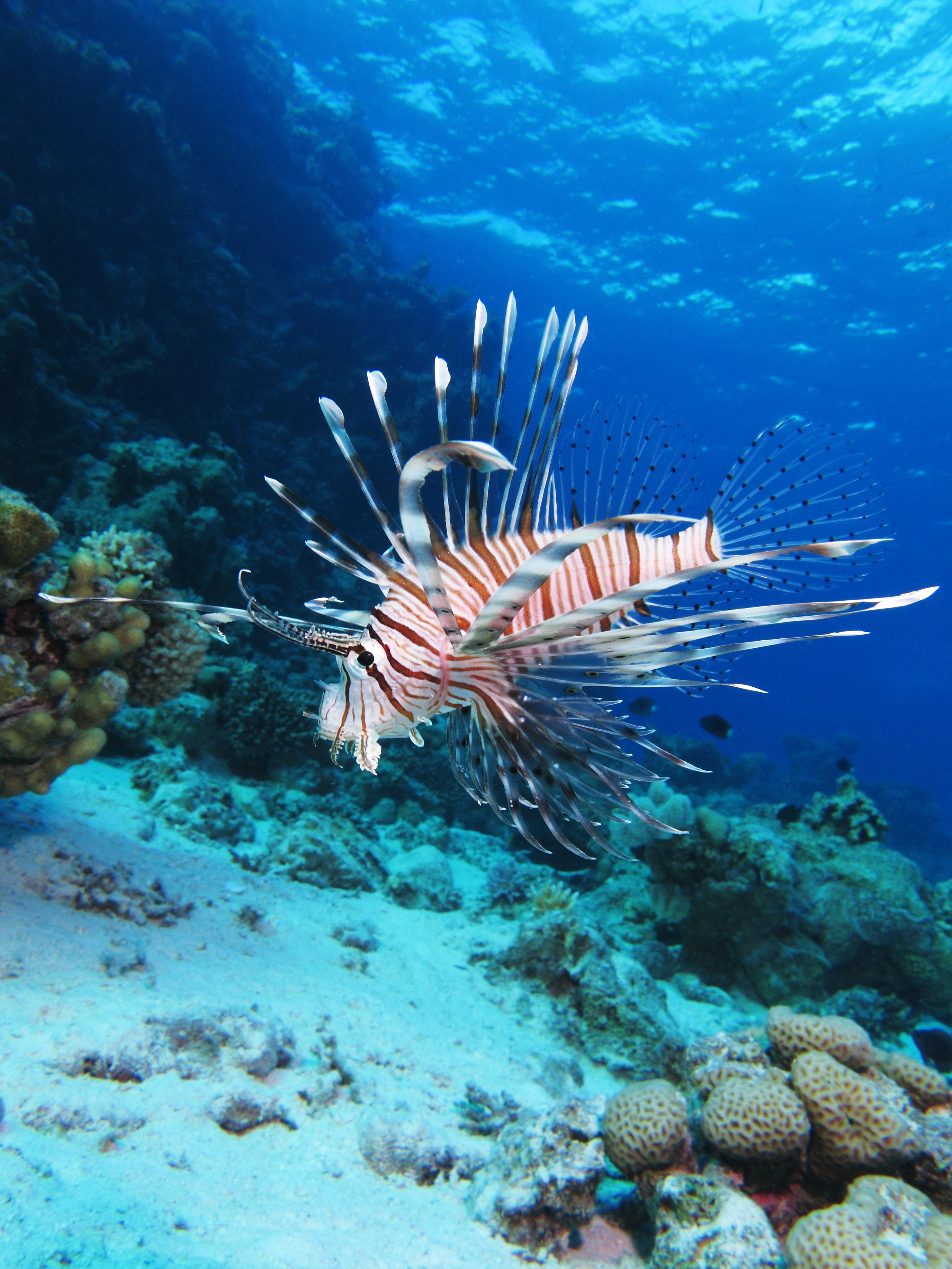
Pesce leone (Pterois miles), specie paradigmatica dell'invasione lessepsiana

La migrazione lessepsiana o più raramente invasione eritrea è l'ingresso e la stabilizzazione di specie animali, vegetali e microbiche dal Mar Rosso nelle acque del Mar Mediterraneo attraverso il Canale di Suez. Il nome deriva da quello di Ferdinand de Lesseps, ingegnere francese promotore ed esecutore del canale che unisce il mar Rosso e il Mediterraneo. Gli organismi immigrati sono definiti lessepsiani o eritrei mentre quelli, in numero molto minore, che effettuano la migrazione opposta vengono chiamati anti-lessepsiani.

## Storia
Un passaggio navale che metteva in comunicazione il mar Rosso e il mar Mediterraneo orientale è esistito fin dall'antichità ma, transitando in parte per un ramo del delta del Nilo contenente acqua dolce, non permise alcun interscambio di fauna marina.

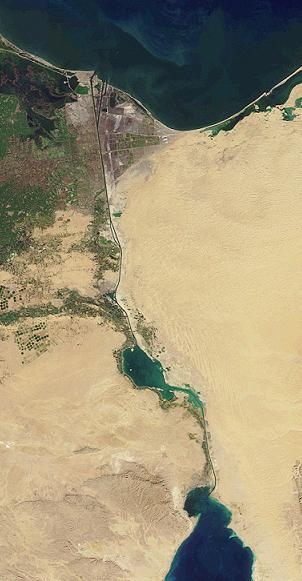
Foto satellitare del Canale di Suez. Sono visibili i Laghi Amari attraversati dal Canale.

Nei primi anni dopo l'apertura del moderno canale nel 1869, l'immigrazione fu contenuta a causa di alcune caratteristiche ecologiche del canale e dell'area marina immediatamente adiacente allo sbocco nel Mediterraneo. 
In primis i Laghi amari attraversati dal Canale erano dei bacini iperalini con salinità che poteva giungere al 161 per mille, valore elevatissimo e incompatibile con la vita di gran parte degli organismi. Con l'apertura del Canale si venne a formare uno stabile flusso d'acqua tra il mar Rosso e il Mediterraneo che progressivamente disciolse i banchi di sale sul fondo dei laghi portando in circa sessant'anni la salinità a valori simili a quelli del golfo di Suez. 
Un altro ostacolo in grado di inibire la migrazione di organismi tra i due bacini è l'acqua dolce riversata in grande quantità dalla foce del Nilo, non distante dallo sbocco del canale di Suez. Questo flusso formava una "barriera" di acqua a bassa salinità insuperabile dagli organismi del mar Rosso, in gran parte stenoalini. In particolare l'aumento estivo di portata del Nilo coincideva con l'inversione della corrente nel Canale, facendo sì che l'acqua a bassa salinità vi penetrasse. In queste condizioni la salinità nel Canale e nel Mediterraneo adiacente scendeva fino al 26 per mille. La fascia dissalata si spingeva fino a grande distanza; ad Haifa, ad esempio, si aveva una salinità marina media del 34 per mille. Questo ostacolo è stato involontariamente rimosso con la costruzione della diga di Assuan, nella seconda metà del XX secolo, la quale ha ridotto la portata del fiume e, di conseguenza, l'apporto di acque dolci al delta del Nilo. Lo sbarramento del corso del Nilo ha inoltre ridotto la produttività dell'area marina adiacente la foce facendo cessare le fioriture algali, precedentemente frequenti soprattutto in occasione delle piene, e creando condizioni ecologiche oligotrofiche più simili a quelle del mar Rosso.
Si ritiene che il primo organismo eritreo a formare popolazioni stabili nel Mediterraneo sia stato il mollusco bivalve Brachidontes pharaonis che già nel 1876 ricopriva considerevoli superfici nei pressi di Porto Said. Un altro immigrante precoce è il gasteropode Cerithium scabridum, trovato nel Canale fin dal dal 1882.
Si deve aspettare il 1902 per le prime specie di pesci ossei lessepsiane: Siganus rivulatus e Atherinomorus lacunosus. Nei decenni successivi l'invasione ebbe un ritmo piuttosto basso; fino agli anni 1970 si valuta che in media sia stata scoperta una nuova specie lessepsiana ogni due anni. A partire da quel decennio, in concomitanza con lavori di ampliamento del Canale che hanno aumentato ampiezza e profondità di circa dieci volte, si è assistito a un rapido incremento che ha raggiunto il massimo nella prima decade del nuovo millennio con 31 nuove specie segnalate in dieci anni. Al 2023 sono 445 le specie aliene marine, in stragrande maggioranza di origine lessepsiana, rinvenute lungo le coste di Israele, le più affette dal fenomeno in tutto il bacino mediterraneo. Si è calcolato che dagli anni 1970 il numero di specie eritree sia almeno triplicato.

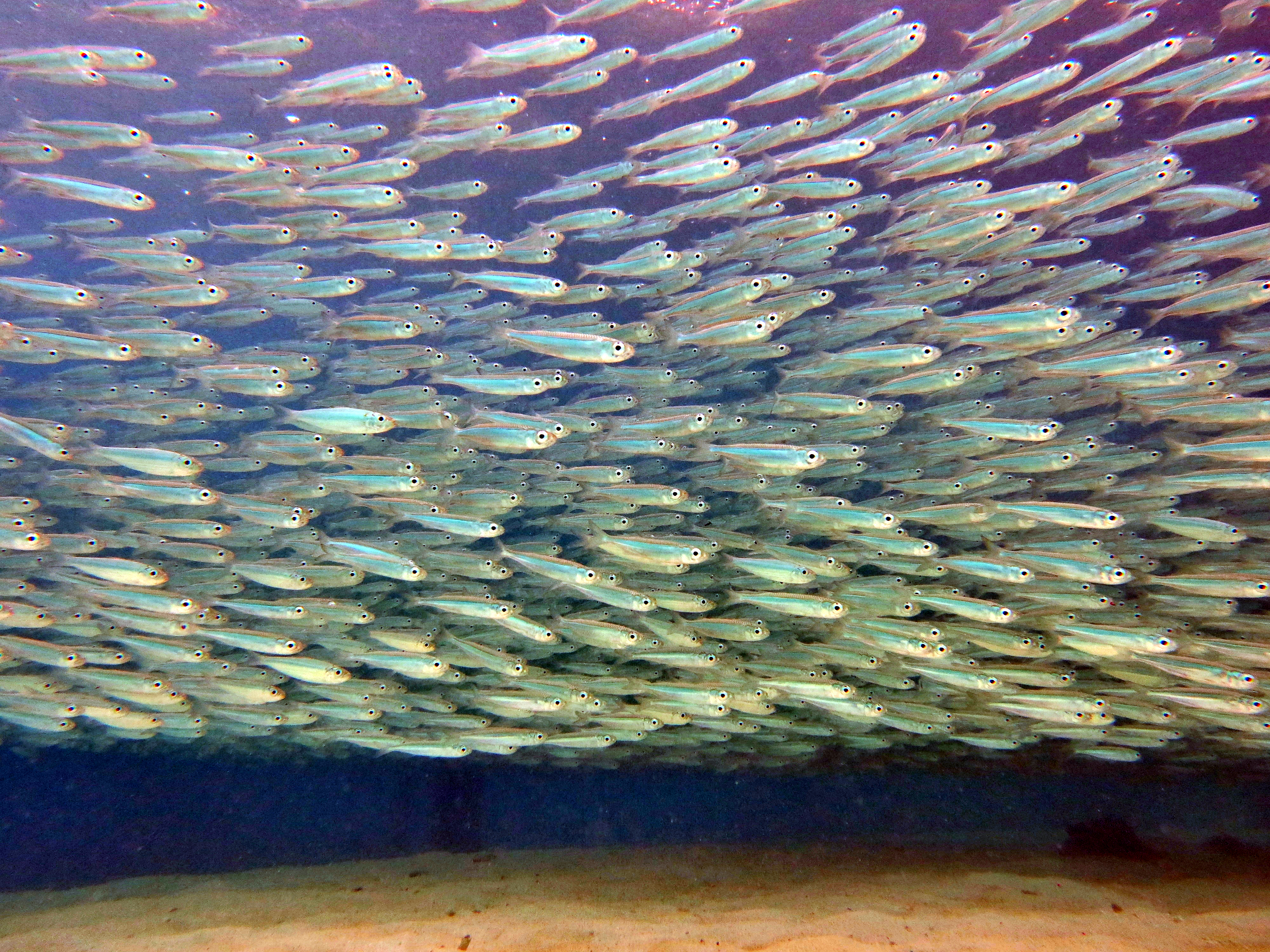
Fitto banco di Atherinomorus lacunosus, una delle prime specie ittiche a migrare nel Mediterraneo

Il Canale di Suez è stato oggetto di ampliamenti e approfondimenti continui durante tutta la sua storia per adeguare l'infrastruttura alle nuove esigenze del traffico marittimo. In corrispondenza di ciascuno di questi ampliamenti si è potuto rilevare un aumento del flusso di specie eritree immigrate. In particolare il grande ampliamento effettuato nel 2015 nella parte centrale del canale con raddoppiamento dello stesso, è stato accolto con forte preoccupazione dalla comunità scientifica per il possibile vistoso incremento dello scambio di organismi tra il mar Rosso e il Mediterraneo.

## Ecologia
Mentre numerosissime specie del mar Rosso si sono diffuse nel Mediterraneo formando molto spesso popolazioni stabili e, non di rado, soppiantando le specie atlanto-mediterranee, la migrazione inversa dal Mediterraneo al Mar Rosso (migrazione anti-lessepsiana) è stata di entità molto inferiore. Una delle cause di questa disparità è probabilmente da ascriversi alla povertà di specie presenti nel Mediterraneo orientale, circa la metà di quelle ospitate nella parte occidentale. I bacini orientali del Mediterraneo sono fortemente caratterizzati in senso subtropicale con valori di salinità e temperatura più elevati e contenuto di ossigeno e nutrienti inferiore, questo ha fatto sì che la colonizzazione da parte degli organismi, principalmente di origine temperata o temperata calda, del bacino occidentale sia stata incompleta. La colonizzazione da parte delle specie ittiche lessepsiane, ad esempio, è stata rapida e massiccia nella parte est e sud est del Mediterraneo mentre l'invasione della parte settentrionale del Mediterraneo orientale come il mar Egeo e delle coste tunisine e siciliane è stata molto più lenta e con un minor numero di specie. Il numero di specie decresce dunque secondo un gradiente da sudest a nordovest.
Si ipotizza che il riscaldamento globale possa influire sulla distribuzione delle specie eritree nel Mediterraneo, sia permettendo la diffusione in aree più a nord e ovest di specie attualmente presenti nel bacino orientale che consentendo l'immigrazione di taxa più esigenti in fatto di temperature minime. I coralli costruttori di barriere ad esempio non dopravvivono a temperature inferiori a 18°C mentre le temperature minime invernali nel mar di Levante scendono fino a 15°C. Basterebbe un innalzamento di pochi gradi, dunque, a consentire l'insediamento di questi organismi. 

### Caratteristiche ecologiche degli immigranti
Sebbene gli organismi immigrati lessepsiani appartengano ai più svariati gruppi, esistono alcune caratteristiche ecologiche comuni a gran parte di essi. Il "tipo" ecologico più frequente è un animale bentonico, carnivoro, che vive in acque poco profonde su fondali mobili con tendenza alla gregarietà.

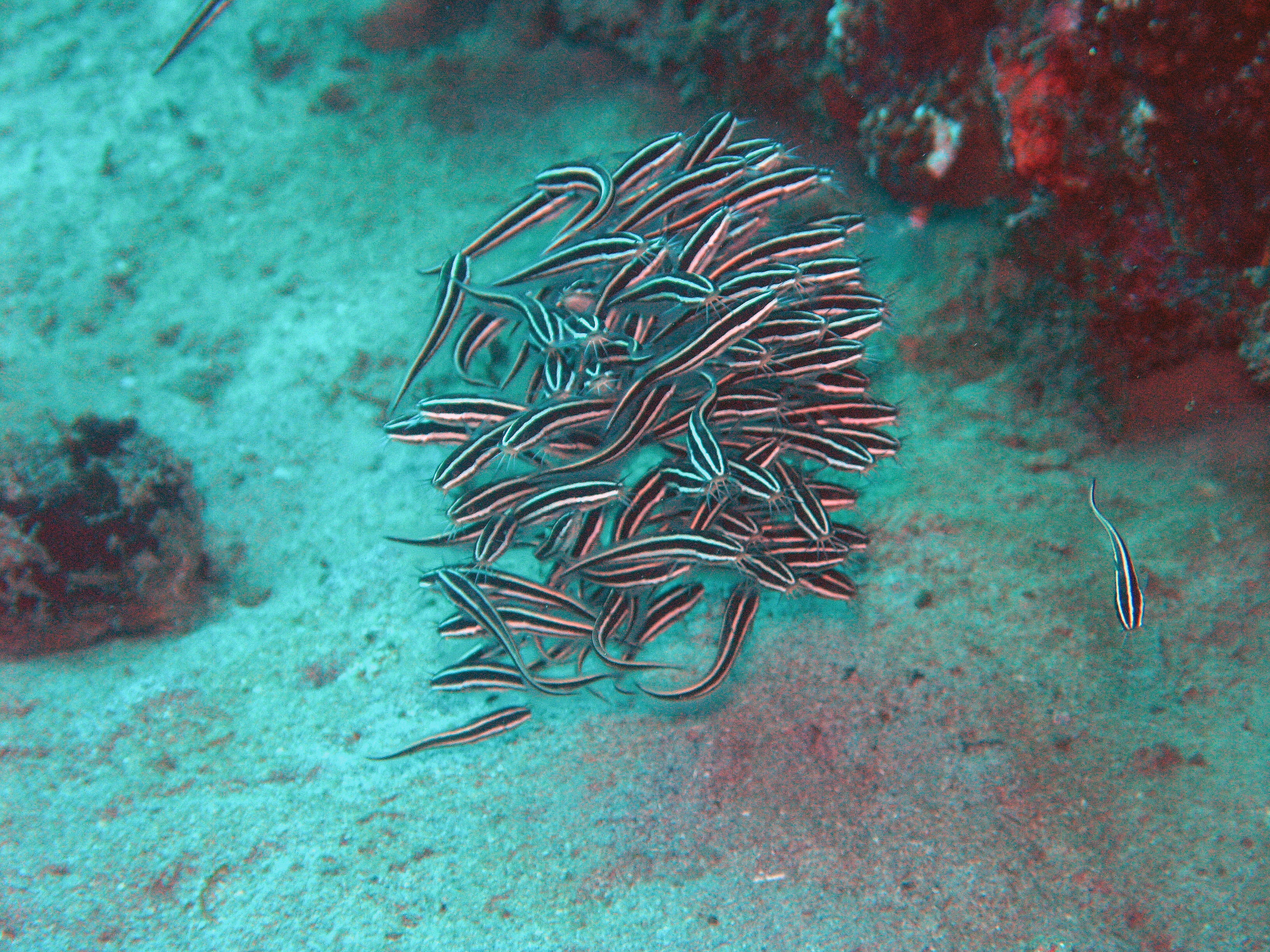
Gruppo di giovani Plotosus lineatus in atteggiamento di difesa

Il tratto ecologico più importante per determinare le possibilità di successo e dispersione di un immigrante lessepsiano è sicuramente la tolleranza alle basse temperature: il Mediterraneo è infatti un mare sostanzialmente temperato caldo, mentre il regime termico del mar Rosso è decisamente tropicale. I dati di distribuzione mostrano come nelle annate con temperature medie più elevate si abbiano maggiori tassi di immigrazione e di colonizzazione di aree a nord e a ovest rispetto al mar di Levante. Un esempio dell'influenza delle temperature nel processo di insediamento e di stabilizzazione delle specie eritree è l'inverno inusualmente mite del 1954-1955 dopo il quale numerose specie prima di allora sporadiche, come i pesci Saurida undosquamis e Upeneus moluccensis, si sono insediate stabilmente nei bacini orientali mediterranei dove sono tuttora tra le specie più abbondanti. Risulta inoltre che lo stanziamento delle specie lessepsiane al di fuori dell'estrema parte sudorientale del Mediterraneo riguardi perlopiù specie ad affinità subtropicale, ovvero con preferenze termiche nell'areale d'origine tra i 10 e i 20°C, mentre l'insediamento delle specie strettamente tropicali con temperatura preferenziale oltre i 20°C risulta comune solamente nel mar di Levante. A questo proposito uno studio sui bivalvi ha mostrato come una delle caratteristiche più importanti per l'efficace stanziamento di una specie eritrea nel Mediterraneo sia la diffusione, nell'areale naturale, anche in zone subtropicali e non soltanto strettamente tropicali. Inaspettatamente è stato rilevato come un fattore predisponente alla colonizzazione del Mediterraneo sia anche la tolleranza alle alte temperature estive. Le temperature massime del Mediterraneo sudorientale possono infatti superare quelle del mar Rosso e inibire l'efficace insediamento di alcune specie eritree che mostrano scarsa tolleranza termica verso gli alti valori.

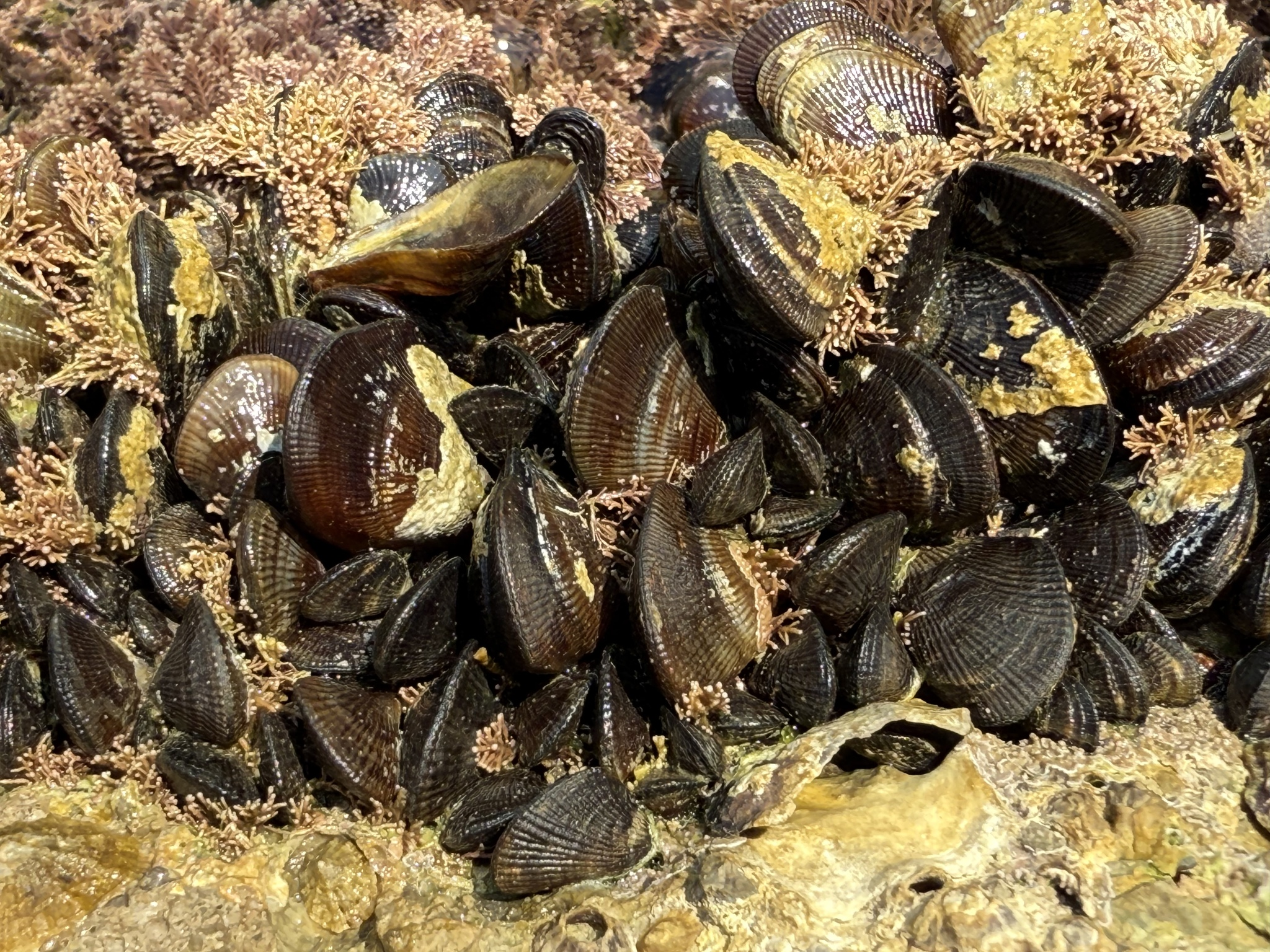
Brachidontes pharaonis, il primo organismo lessepsiano a colonizzare il Mediterraneo

Nella grande maggioranza dei casi gli immigranti eritrei sono organismi costieri tipici di acque poco profonde che al massimo si spingono nella parte superiore della piattaforma continentale, sebbene siano stati riscontrati alcuni taxa anche nella zona della scarpata a profondità di circa 200 metri. Questo è dovuto alla bassa profondità del Canale che dunque permette il passaggio solo ad organismi che, perlomeno nelle fasi larvali, prediligano ambienti littorali. In particolare tra i pesci ossei tipici di ambienti sabbiosi littorali o di spiaggia sommersa del mar Rosso settentrionale, si ha un'elevata percentuale di immigranti lessepsiani naturalizzati nel Mediterraneo orientale. Pare che l'eurialinità sia un prerequisito importante per il successo nell'invasione del Mediterraneo come ad esempio è stato postulato per Plotosus lineatus. Uno studio del 2015 sui molluschi bivalvi ha evidenziato che le specie lessepsiane insediate con maggior successo, fino talvolta all'invasività, sono caratterizzate da preferenza per habitat su fondi duri a bassa profondità, dimensioni relativamente grandi, alimentazione per filtrazione, areale naturale espanso anche a zone subtropicali e immigrazione precoce dopo l'apertura del Canale.
Generalmente le specie invasive acquatiche sono caratterizzate da una strategia di tipo r, dunque con vita breve, grande potenziale riproduttivo e assenza di cure parentali. Questo è vero soltanto in parte per gli organismi lessepsiani dato che fra di essi, sebbene non maggioritari, vi sono numerosi esempi di cure parentali come l'incubazione orale degli Apogonidae, di ovoviviparità e di deposizione di uova adesive.
Dato che principalmente l'attraversamento del Canale avviene da parte delle forme larvali planctoniche, la durata di questo stadio è importante. Per le specie il cui stadio larvale ha una durata breve è stato ipotizzato che possa avvenire un meccanismo a due step. In soli due giorni una larva penetrata nell'estremità sud del Canale può giungere al Grande Lago Amaro, le cui condizioni ecologiche sono più favorevoli rispetto al Canale stesso. In questo ambiente relativamente protetto potrà raggiungere lo stadio adulto e riprodursi nuovamente producendo propaguli in gran numero, almeno alcuni dei quali riusciranno a completare l'attraversamento fino al Mediterraneo.
Un carattere positivamente correlato con il successo nella colonizzazione nei pesci ossei è la gregarietà. Le specie di pesci con tendenza a formare banchi risultano essere il 44,5% delle specie immigrate ma il 77,7% di quelle insediate con successo; altri caratteri che sembrano favorire le specie immigranti di pesci sono la dieta vegetariana e le abitudini notturne, due adattamenti scarsamente presenti nelle specie mediterranee.

### Migrazione anti-lessepsiana

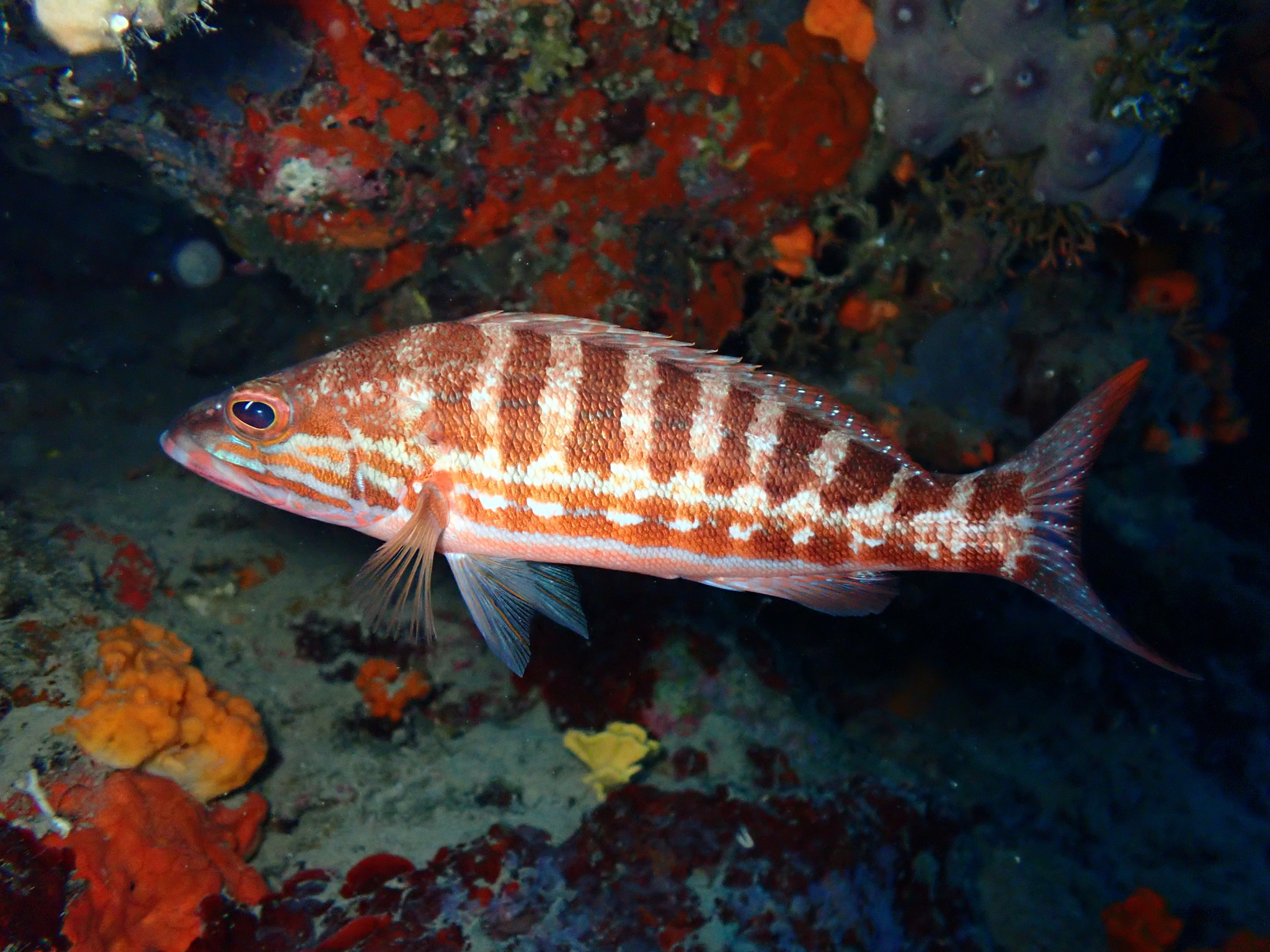
Serranus cabrilla, specie a lungo considerata anti-lessepsiana

Mentre l'immigrazione dal mar Rosso al Mediterraneo è stata massiccia il fenomeno inverso o migrazione anti-lessepsiana ha avuto una portata molto minore con poche specie e, spesso, con diffusione limitata alla regione immediatamente prospiciente l'uscita sud del Canale o al golfo di Suez. Le ragioni di questa dissimmetria sono essenzialmente tre. La prima è la minor biodiversità nel Mediterraneo orientale rispetto al Mar Rosso che lasciava un gran numero di nicchie ecologiche libere alle specie eritree, già preadattate a un ambiente molto competitivo perché già ecologicamente saturo. La seconda è la corrente che, a causa del livello più alto del mar Rosso, per dieci mesi all'anno (da ottobre a luglio) scorre da sud verso nord favorendo l'afflusso di larve planctoniche. Infine il mar di Levante ha una salinità inferiore a quella del mar Rosso, caratteristica che sfavorisce l'insediamento delle specie atlanto-mediterranee. Tra le specie immigrate nella parte settentrionale del mar Rosso si hanno l'echinoderma Peltaster placenta e i pesci ossei Argyrosomus regius, Chelon auratus, Dicentrarchus punctatus, Engraulis encrasicolus, Gobius cobitis, Gobius paganellus, Muraena helena, Solea aegyptiaca, Uranoscopus scaber. Nel Canale a sud fino al lago Timsah sono presenti Caranx crysos, Epinephelus aeneus e Salaria pavo, che però paiono non raggiungere il mar Rosso. La spigola (Dicentrarchus labrax) e l'orata (Sparus aurata), tipiche specie atlanto-mediterranee, sono state segnalate come comuni nel nord del golfo di Aqaba ma in questo caso non si tratta di una migrazione autonoma ma di fughe dagli impianti di itticoltura fiorenti nei pressi della città di Eilat posta sul golfo.
Il comune serranide Serranus cabrilla o perchia è stato a lungo considerato come un immigrato anti-lessepsiano fino a che analisi genetiche non hanno mostrato come gli individui del mar Rosso siano del tutto diversi da quelli mediterranei e da essi separati da oltre 100.000 anni. Questa inattesa scoperta è dal punto di vista zoogeografico del tutto inspiegabile vista la relativamente recente separazione dalla stirpe mediterranea (ma sufficientemente antica da permettere di escludere l'intervento umano) e considerando che S. cabrilla appartiene a un gruppo di Serranidae atlanto-mediterranei senza rappresentanti nell'Indo-Pacifico e nel mar Rosso.

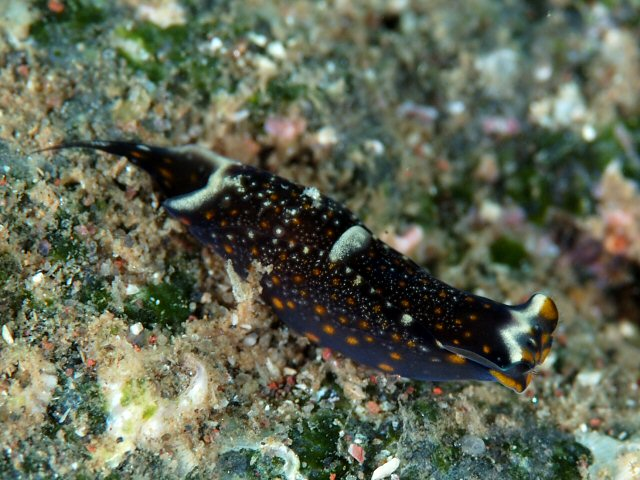
Biuve fulvipunctata, specie il cui status di migrante anti-lessepsiano è oggetto di dibattito

Un altro caso di particolare interesse è quello del mollusco Biuve fulvipunctata (sinonimo Chelidonura fulvipunctata), una specie di gasteropode cefalaspideo il cui areale comprende le zone tropicali dell'oceano Pacifico e dell'oceano Indiano. Un individuo di questa specie fu raccolto ad Antalya in Turchia nel 1961 e fu dapprima considerato una nuova specie (Chelidonura mediterranea) fino a quando non se ne accertò l'dentità con B. fulvipunctata. Fu dapprima considerata una introduzione accidentale, anche a causa della località di rinvenimento prossima a un trafficato porto e fu scartata la possibile provenienza lessepsiana dato che all'epoca la specie non era nota nel mar Rosso. La scoperta nel 2005 di un individuo nel nord del mar Rosso è stata interpretata come un caso di migrazione anti-lessepsiana da parte di una specie introdotta nel Mediterraneo, permane però il dubbio che B. fulvipunctata sia una specie autoctona del mar Rosso la cui presenza in questo bacino non sia stata rilevata prima del 2005 e sono state avanzate riserve anche sull'effettiva identità tassonomica degli organismi del mar Rosso e del Mediterraneo. Al 2016 B. fulvipunctata risulta presente nell'intero Mediterraneo.
Infine è da notare che, mentre nello zooplancton si assiste a una scarsa entità della migrazione anti-lessepsiana rispetto a un forte contingente di specie lessepsiane , invece tra i batteri il numero di specie immigrate dal Mediterraneo al mar Rosso è nettamente superiore a quelle che hanno effettuato lo spostamento inverso.

## Geografia

### Zoogeografia
Una ricerca sulla corologia dei pesci ossei lessepsiani ha mostrato che la provenienza zoogeografica più comune è mar Rosso e Indo-Pacifico (51 specie), seguita dalle specie endemiche del mar Rosso e subendemiche con areale ampliato al golfo di Aden e/o al golfo Persico (entrambe con 18 specie), mar Rosso e oceano Indiano occidentale (14 specie), circumtropicali (2 specie) e mar Rosso e oceano Indiano (1 specie).

### Distribuzione nel Mediterraneo
L'abbondanza di specie lessepsiane nel Mediterraneo segue un gradiente sudest-nordovest. In particolare l'area nella quale è registrata la maggior parte delle specie sono le coste di Israele e del Libano, nella quale erano segnalate tutte le 54 specie ittiche immigrate note nel 1998. Il numero di specie, nello stesso anno, decresceva a 30 nei mari del sud della Turchia e a 32 sulla costa nord egiziana e crollava a solo 11 nel Dodecaneso, nel mar Egeo sudorientale. 

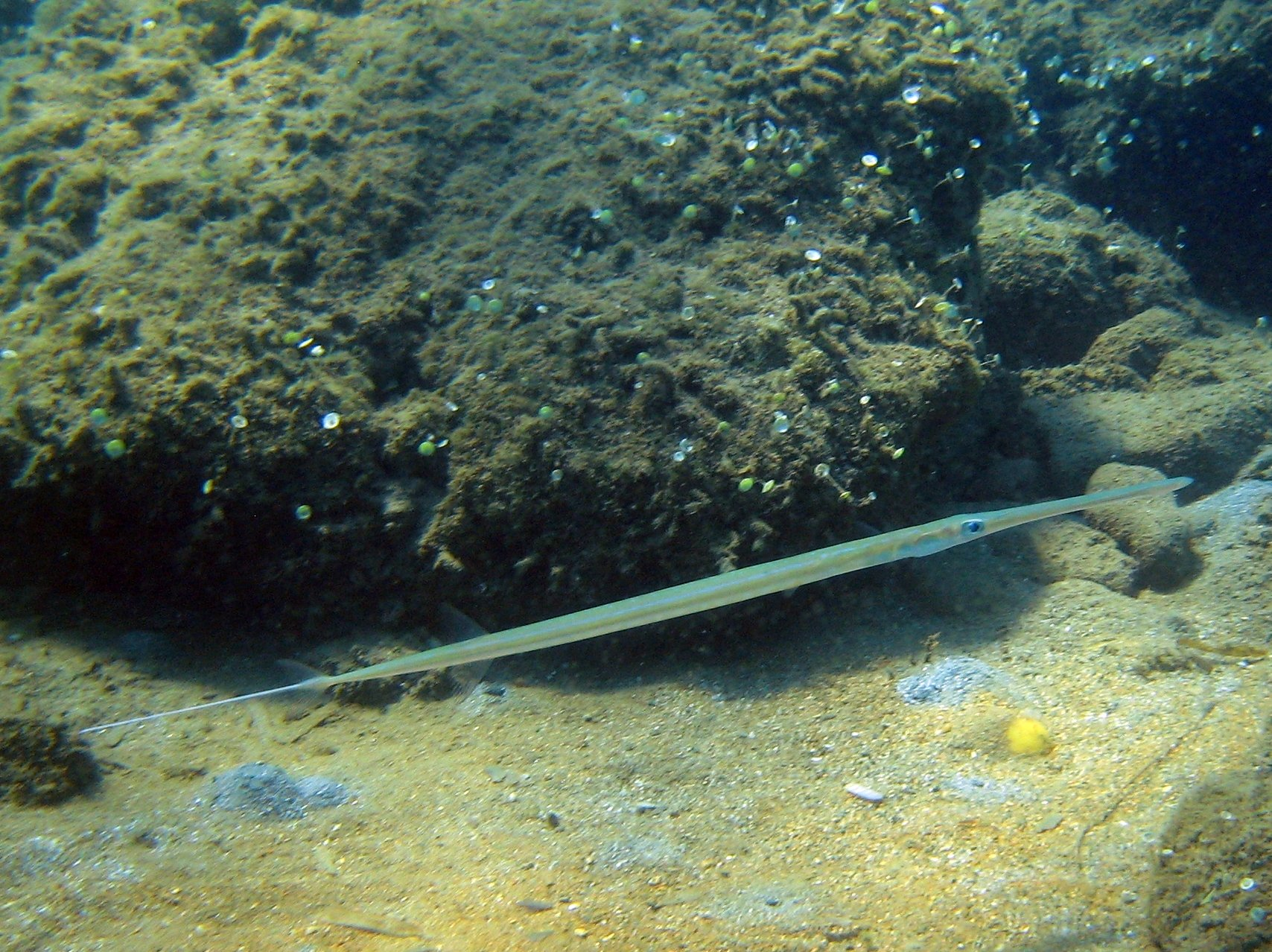
Fistularia commersonii, uno dei pochi immigranti lessepsiani ad aver conquistato l'intero Mediterraneo

Un simile studio sui crostacei decapodi portato avanti nel 2012 mostra un pattern simile anche in questo gruppo: l'abbondanza massima si ha tra Porto Said, allo sbocco nord del Canale, e le coste israelo-libanesi per poi decrescere progressivamente sulle coste prima meridionali e poi egee turche da un lato e sulle coste occidentali egiziane e poi quelle libiche dall'altro. Il Mediterraneo occidentale risulta molto meno soggetto allo stanziamento di organismi eritrei rispetto a quello orientale, principalmente a causa delle minori temperature medie dell'acqua. La maggior parte delle specie infatti è in grado di stabilirsi solo in ambienti con temperatura superficiale media dell'acqua superiore a 19°C. 
Oltre alle succitate differenze ambientali e climatiche esistono anche particolarità di tipo geografico a rallentare la colonizzazione del bacino occidentale: è stato infatti notato che il canale di Sicilia è una soglia difficoltosa da superare, oltre la quale il numero di immigrati si riduce e in corrispondenza del quale cala fortemente la velocità di espansione di specie che hanno colonizzato con successo il bacino orientale. Un simile "collo di bottiglia" per l'immigrazione delle specie ittiche lessepsiane è situato anche nella parte settentrionale del mar Egeo risultando l'area marina greca meno colonizzata anche da specie comunissime in tutte le altre acque elleniche.
Uno dei pochi organismi ad aver colonizzato l'intero bacino del Mediterraneo è il pesce osseo Fistularia commersonii, il cui caso merita una breve digressione. La prima segnalazione della presenza e del probabile insediamento di questa specie nel Mediterraneo è avvenuta nel 2000 con tre esemplari catturati in acque israeliane, sebbene esista un reperto isolato del 1975 in acque libanesi rimasto senza seguito. Da subito questa specie ha mostrato un tasso di colonizzazione elevatissimo: solo due anni dopo la segnalazione del 2000 risultava insediato nelle acque di Rodi e nel 2003 veniva catturato un esemplare nel nord del mar Egeo. Nel giro di pochissimi anni la specie fu segnalata nel mare Adriatico, lungo le coste tirreniche italiane, in Sardegna, nel mar Ligure e infine, nel 2007, in Spagna, completando la colonizzazione del'intero Mediterraneo in soli 7 anni.

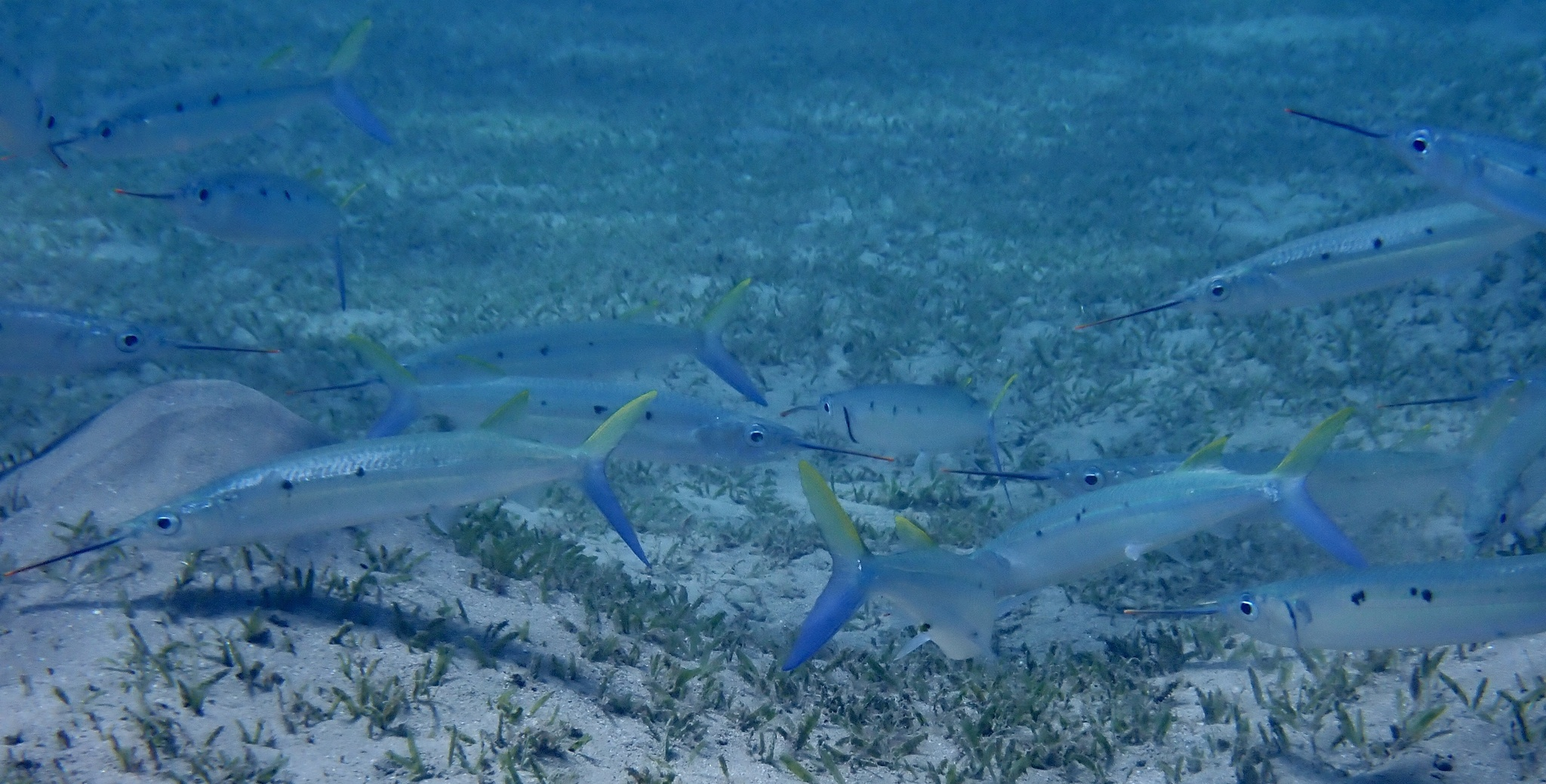
Hemiramphus far, specie potenzialmente in grado di colonizzare l'intero Mediterraneo e l'Atlantico orientale tropicale e subtropicale

Infine è da osservare come studi sull'andamento delle temperature marine mostrino come varie specie ittiche lessepsiane (tra le quali Fistularia commersonii, Lagocephalus sceleratus, Hemiramphus far e Pterois miles) in alcuni anni potrebbero trovare condizioni ambientali idonee all'insediamento non solo nell'intero Mediterraneo ma anche lungo le coste atlantiche sud europee e africane. Questo potrebbe portare alla colonizzazione dell'Atlantico orientale utilizzando il Mediterraneo come "ponte" e portando la migrazione lessepsiana da essere un fenomeno esclusivamente mediterraneo a diventare un'invasione interoceanica con effetti ecologici potenzialmente disastrosi.

### Situazione per Paese

#### Cipro
Nel 2015 nei mari di Cipro sono state segnalate 36 specie di pesci aliene, tutte tranne due risultano di origine lessepsiana.

#### Egitto
Lungo la costa mediterranea egiziana sono state rilevate al 2011 42 specie di pesci di origine lessepsiana, di cui 17 vengono sfruttate dalla pesca commerciale. La presenza delle specie eritree ha portato netti benefici all'industria peschereccia del Paese. In particolare le specie Scomberomorus commerson e Saurida sp. risultano essere tra i maggiori prodotti della pesca egiziana. Per contro è da rilevare un declino di alcune specie ittiche precedentemente di alto valore commerciale come Merluccius merluccius, le cui popolazioni mostrano un importante decremento e i cui stock si sono spostati a maggiori profondità per sfuggire alla competizione e alla predazione diretta da parte delle specie immigrate. Infine il pesce palla Lagocephalus sceleratus, diffusissimo in tutte le acque egiziane, risulta essere stato la causa di almeno 4 casi di avvelenamento con esito letale ad Alessandria d'Egitto. La specie, estremamente tossica, risulta essere talvolta commerciata eviscerata e decapitata, con serio rischio per la salute pubblica.

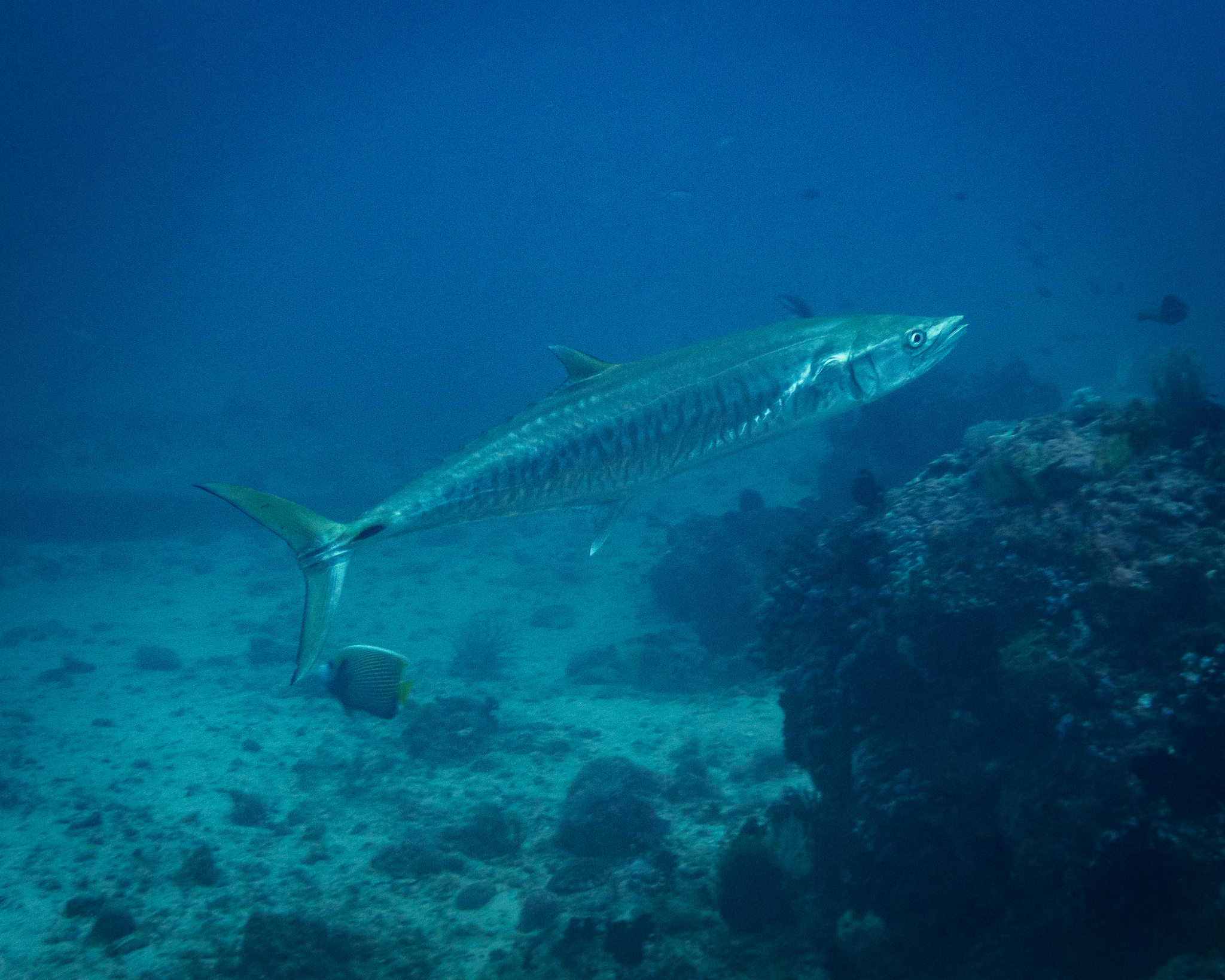
Scomberomorus commerson, specie ittica lessepsiana di grande importanza economica in Egitto

#### Grecia
La Grecia è il Paese europeo colonizzato dalle specie eritree da più tempo e nel modo più massiccio. Già nel 1990 erano presenti nei suoi mari ben 11 specie lessepsiane, numeri che già allora venivano dati come in rapida espansione. Nel 2010 viene riportato il numero di 237 specie aliene, in massima parte lessepsiane, appartenenti a tutti i gruppi animali e vegetali, numero salito fino a 242 nel 2023.

#### Israele
Israele è il Paese più colpito dell'invasione lessepsiana: al 2020 erano segnalate 452 specie marine aliene pluricellulari, per l'87,4% di origine eritrea. La colonizzazione delle coste israeliane da parte delle specie lessepsiane è continua e in incremento: è stato valutato che dal 1970 al 2020 il numero sia triplicato. Le specie lessepsiane sono diffuse in numerose aree marine protette del Paese, con pesanti effetti ecologici sulle comunità biotiche. Ad esempio nella riserva Rosh Hanikra-Akhziv, nella quale è stato fatto un approfondito studio specifico, è stato osservato che il mitilide lessepsiano Brachidontes pharaonis aveva costituito una fascia pressoché continua nella zona intertidale di fondo duro e che altre due specie di bivalvi eritrei (Spondylus spinosus e Chama pacifica) dominavano i fondi scogliosi appena più profondi. Inoltre un censimento visuale da parte di subacquei ha rilevato che ben il 37% dei pesci individuati erano specie lessepsiane. Le specie eritree costituiscono una buona parte del prodotto della pesca commerciale israeliana e la proporzione fra pescato di specie autoctone e lessepsiane è in aumento: se alla fine degli anni 1960 il pescato di specie eritree costituiva circa un quinto del totale questa proporzione è aumentata fino al 51% negli anni 1990, considerando solo la pesca sulla parte superiore della piattaforma continentale. Nel biennio 2010-2012 le specie lessepsiane formavano il 54% del pescato a 20 m di profondità e il 67% a 40 metri. In definitiva la maggior presenza nelle catture di specie eritree non compensa completamente la minor quantità di specie autoctone e il prodotto netto della pesca è in diminuzione. 

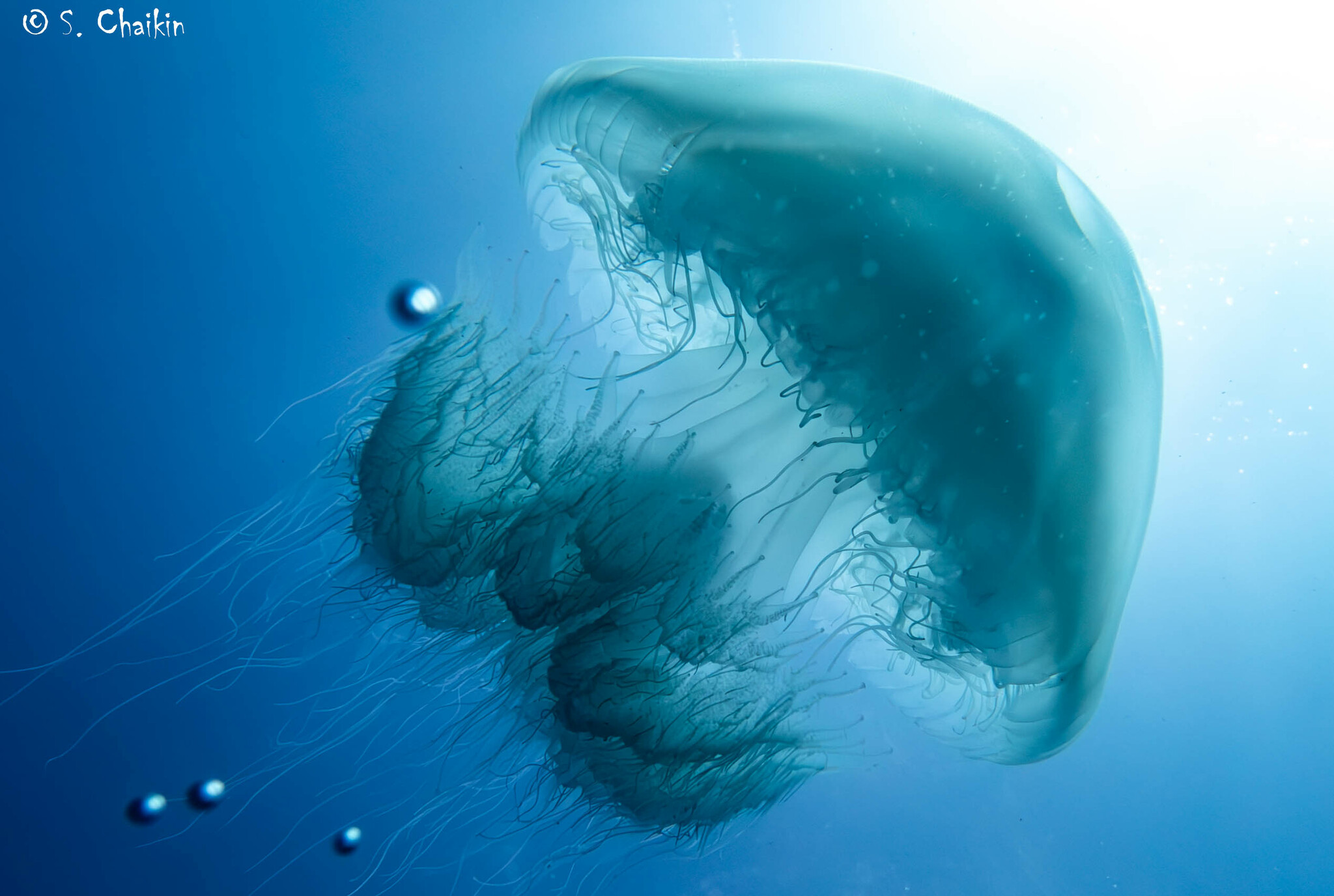
Rhopilema nomadica, una medusa lessepsiana particolarmente urticante

È infine da sottolineare che la presenza di specie lessepsiane velenose è causa di impatti sia a livello sanitario che economico. La medusa Rhopilema nomadica, specie lessepsiana altamente urticante, causa avvelenamenti dolorosi e talora gravi ai bagnanti e danni economici all'industria balneare dato che il massimo sviluppo di questa specie si ha nei mesi estivi. Il pesce palla Lagocephalus sceleratus ha carni altamente tossiche e potenzialmente letali a causa della presenza di tetrodotossina; nonostante che in Israele il commercio di questa specie sia vietato, ha causato avvelenamenti gravi: tra il 2005 e il 2008 13 persone sono state ricoverate in ospedale a causa del consumo di questo pesce. Infine il pesce gatto marino Plotosus lineatus rappresenta un grave pericolo per i pescatori, i raggi delle sue pinne sono infatti veleniferi e possono causare avvelenamenti anche di entità molto grave. La popolazione di questa specie è in forte incremento in acque israeliane dove si calcola che almeno il 10% delle lesioni causate da pesci sia dovuto a questa specie.

#### Libano
Il Libano per la sua posizione geografica è uno dei Paesi più soggetti all'arrivo e all'insediamento di specie lessepsiane. Già nel 1967 si registravano 16 specie di pesci ossei eritrei comunemente catturate con le reti a strascico nella baia di San Giorgio, presso Beirut, tra queste 5 (Saurida undosquamis, Upeneus moluccensis, Upeneus pori, citato nella fonte come U. asymmetricus, Sphyraena chrysotaenia e Siganus rivulatus) erano tra le specie più abbondanti nel pescato sia in termini di peso che di numero di individui e di valore economico. 

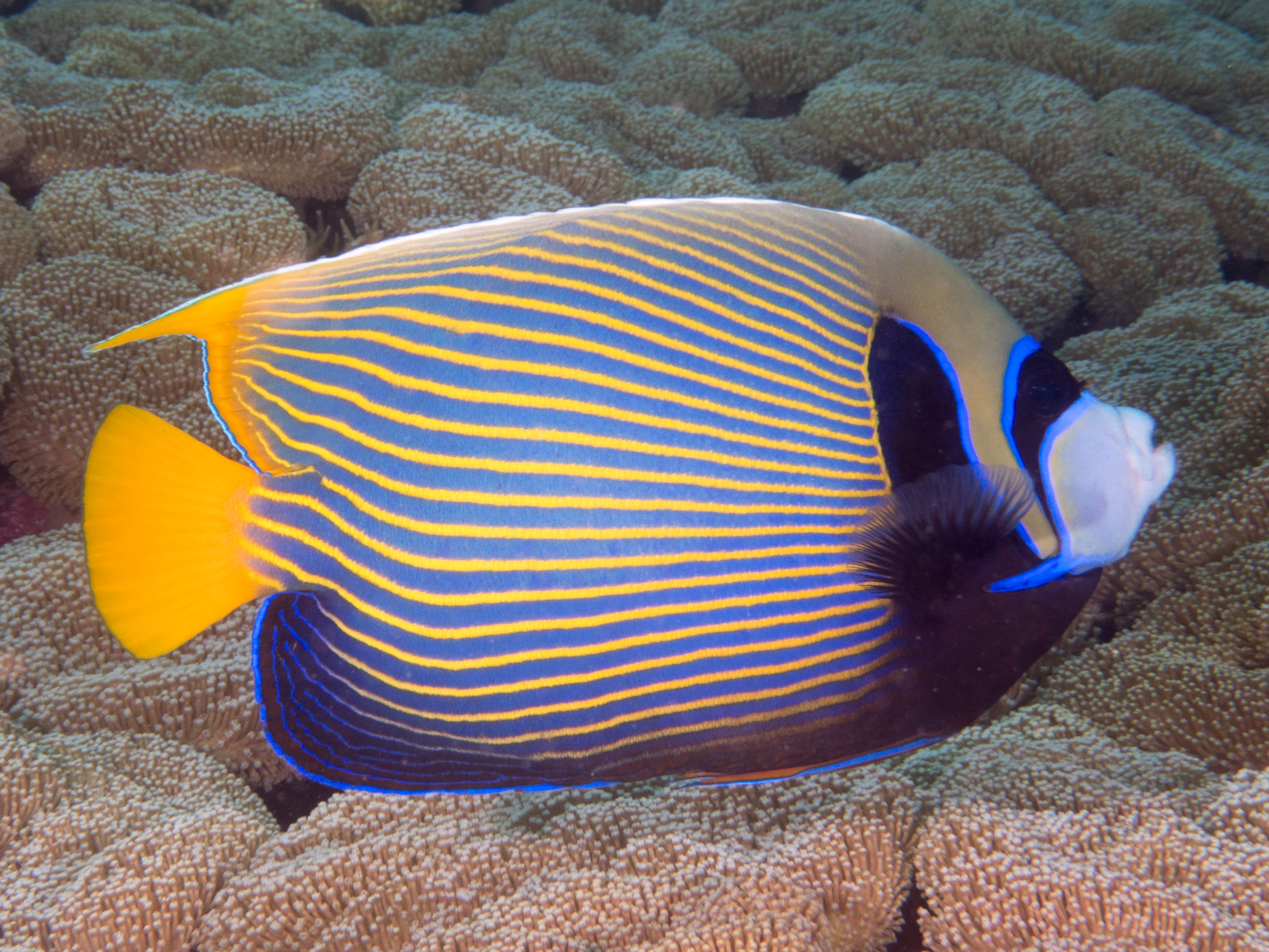
Pomacanthus imperator, specie molto vistosa presente sulle coste siriane

Più recentemente uno studio su dati del biennio 2005-2006 circa le catture da parte della pesca artiginale con reti da posta, palamiti e reti da circuizione a Tiro ha mostrato come 25 specie di pesci e crostacei decapodi costituiscono il 37% circa delle catture.

#### Siria
Le coste siriane, situate appena più a nord di quelle libanesi sono molto ricche di specie lessepsiane, ma anche scarsamente studiate. Una check-list del 2005 enumera 37 specie di pesci ossei di origine eritrea. Tra le specie catturate in buona quantità dalla pesca commerciale vengono citate Siganus luridus e S. rivulatus. Del 2024 è la segnalazione di tre ulteriori specie lessepsiane presumibilmente insediate in modo stabile nei mari siriani: Lutjanus fulviflamma, Pomacanthus imperator e P. maculosus.

#### Turchia
La Turchia ospita lungo le sue coste mediterranee un buon numero di specie lessepsiane, con una decisa tendenza all'incremento. Nel 2000 sono state censite 22 specie ittiche eritree, di cui 8 con una certa importanza economica, segnatamente Upeneus moluccensis e Saurida undosquamis. Nel 2010 sono 68 le specie eritree, appartenenti a tutti i phylum animali, catturate comunemente con attrezzi da pesca professionale nelle acque turche. Una check-list del 2011 enumera almeno 221 specie di organismi di tutti i gruppi di sicura provenienza eritrea. Questo numero potrebbe salire ancora dato che diverse specie, soprattutto nei gruppi meno studiati, sono indicate di generica provenienza indo-pacifica ma è alta la probabilità che anche esse abbiano origine lessepsiana. Nella acque turche sono riscontrati vari impatti dovuti alla colonizzazione eritrea, alcuni negativi come la presenza della medusa Ropilema nomadica, talvolta in quantitativi tali da impedire materialmente la pesca a strascico, la grande abbondanza di pesci palla del genere Lagocephalus dalle carni altamente tossiche o la rarefazione a livelli non più commerciali del nasello , altri positivi come l'aumento del numero di specie pescabili ed apprezzate sui mercati.

## Esempi
Alcune delle specie di pesci che hanno avuto il maggior successo ecologico nel bacino est del Mediterraneo sono:
- Plotosus lineatus, un siluriforme marino che ha stabilito abbondanti popolazioni lungo le coste mediorientali.
- Scomberomorus commerson, uno Scombridae che può raggiungere dimensioni considerevoli, divenuto ormai comune nel bacino orientale del Mediterraneo
- Fistularia commersonii, singnatiforme che ha colonizzato l'intero Mediterraneo[101]
- Sargocentron rubrum, un olocentride ormai diffusissimo fino alle coste greche
- Equulites klunzingeri, una piccola specie ormai diffusa fino al Mare Adriatico
- Upeneus moluccensis e Upeneus pori, due specie di triglie che hanno soppiantato le autoctone e hanno un considerevole interesse commerciale.

Tra i crostacei merita ricordare:
- Charybdis helleri molto diffuso in tutto il Mediterraneo orientale
- Portunus pelagicus una delle poche specie diffusesi fino alle acque toscane
- Penaeus japonicus stabilitosi nell'area meridionale del Mediterraneo in aree differenti dall'autoctono Penaeus kerathurus.

Merita inoltre un cenno, tra i molluschi nudibranchi:
- Melibe fimbriata specie originaria dell'oceano Indiano occidentale e incontrata nel Mediterraneo per la prima volta nel 1984.[104]

Per non dimenticare le specie vegetali (peraltro meno numerose di quelle animali) citiamo:
- l'alga Caulerpa racemosa, originaria del Mar Rosso e avvistata nel Mediterraneo orientale per la prima volta già nel 1926.[105]

Si segnala infine che esistono anche specie la cui presenza nel Mediterraneo è segnalata in modo solo sporadico o limitato ad aree ristrette. Un esempio è Abudefduf vaigiensis, osservato solo due volte nel Mediterraneo Centrale (fino al Mar Ligure) e probabilmente limitato alle coste del Libano e di Israele.

### Ecologia
- (EN) Azzurro E., Smeraldo S. e D'Amen M., Spatio‐temporal dynamics of exotic fish species in the Mediterranean Sea: Over a century of invasion reconstructed, in Global Change Biology, vol. 28, n. 21, 2022,  pp. 6268-6279, DOI:10.1111/gcb.16362.
- (EN) Azzurro E. e D'Amen M., Climate change paves the way for a new inter-ocean fish interchange, in Frontiers in Ecology and the Environment, vol. 20, n. 10, 2022,  pp. 558-563, DOI:10.1002/fee.2459.
- (EN) Agur Z. e Safriel U., Why is the Mediterranean more readily colonized than the Red Sea, by organisms using the Suez Canal as a passageway?, in Oecologia, vol. 49, n. 3, 1981,  pp. 359-361, DOI:10.1007/BF00347598.
- (EN) Arndt E. e Schembri P.J., Common traits associated with establishment and spread of Lessepsian fishes in the Mediterranean Sea, in Marine Biology, vol. 162, n. 10, 2015,  pp. 2141-2153, DOI:10.1007/s00227-015-2744-3.
- (EN) Belmaker J., Parravicini V. e Kulbicki M., Ecological traits and environmental affinity explain Red Sea fish introduction into the Mediterranean, in Global Change Biology, vol. 19, n. 5, 2012,  pp. 1-10, DOI:10.1111/gcb.12132.
- (EN) Ben Rais Lasram F., Tomasini J.A., Guilhaumon F., Romdhane M.S., Do Chi T. e Mouillot D., Ecological correlates of dispersal success of Lessepsian fishes, in Marine Ecology Progress Series, vol. 363, 2008,  pp. 273-286, DOI:10.3354/meps07474.
- (EN) Bos A.R., Ogwang J., Bariche M., Horoiwa M., Megahed M., Ouf A. e Yasuda N., Anti-Lessepsian migration rectified: the Comber Serranus cabrilla (L. 1758) existed in the Red Sea prior to the Suez Canal opening, in Marine Biology, vol. 167, n. 9, 2020,  pp. 1-10, DOI:10.1007/s00227-020-03748-0.
- (EN) Boudouresque C.F., The Red Sea - Mediterranean link: unwanted effects of canals (PDF), in Sandlund O.T., Schei P.J. e Viken Å. (a cura di), Invasive species and biodiversity management, Springer Dordrecht, 1999,  pp. 213-228, DOI:10.1007/978-94-011-4523-7_14, ISBN 978-0-7923-6876-2.
- (EN) Elsaeed E., Fahmy Mahmoud N., Hanora A. e Enany S., Bacterial Taxa Migrating from the Mediterranean Sea into the Red Sea Revealed a Higher Prevalence of Anti-Lessepsian Migrations, in OMICS: A Journal of Integrative Biology, vol. 25, n. 1, 2021,  pp. 60-71, DOI:10.1089/omi.2020.0140.
- (EN) Galil B., A sea under siege – alien species in the Mediterranean, in Biological invasions, vol. 2, n. 2, 2000,  pp. 177-186, DOI:10.1023/A:1010057010476.
- (EN) Galil B.S. e Zenetos A., A sea change—exotics in the Eastern Mediterranean Sea, in Leppäkoski E., Gollasch S. e Olenin S. (a cura di), Invasive Aquatic Species of Europe. Distribution, Impacts and Management, Springer, Dordrecht, 2002,  pp. 325-336, DOI:10.1007/978-94-015-9956-6_33, ISBN 978-94-015-9956-6.
- (EN) Galil B., Boero F., Campbell M.L., Carlton J.T., Cook E., Fraschetti S., Gollasch S., Hewitt C.L., Jelmert A., Macpherson E., Marchini A., McKenzie C., Minchin D., Occhipinti-Ambrogi A., Ojaveer H., Olenin S., Piraino S. e Ruiz G.M., ‘Double trouble': The expansion of the Suez Canal and marine bioinvasions in the Mediterranean Sea, in Biological Invasions, vol. 17, 2014,  pp. 973–976, DOI:10.1007/s10530-014-0778-y.
- (EN) Galil B., Marchini A., Occhipinti A. e Ojaveer H., The enlargement of the Suez Canal — Erythraean introductions and management challenges, in Management of Biological Invasions, vol. 8, n. 2, 2017,  pp. 141-152, DOI:10.3391/mbi.2017.8.2.02.
- (EN) Galil B., Danovaro R., Rothman S.B.S., Gevili R. e Goren M., Invasive biota in the deep-sea Mediterranean: an emerging issue in marine conservation and management, in Biological Invasions, vol. 21, 2019,  pp. 281-288, DOI:10.1007/s10530-018-1826-9.
- (EN) Galil B., A Sea, a Canal, a Disaster: The Suez Canal and the Transformation of the Mediterranean Biota, in Lutmar C. e Rubinovitz Z. (a cura di), The Suez Canal: Past Lessons and Future Challenges, Palgrave Macmillan, 2023,  pp. 199-215, DOI:10.1007/978-3-031-15670-0_10, ISBN 978-3-031-15670-0.
- (EN) Golani D., The sandy shore of the Red Sea-launching pad for Lessepsian (Suez Canal) migrant fish colonizers of the eastern Mediterranea, in Journal of Biogeography, vol. 20, n. 6, 1993,  pp. 579-585, DOI:10.2307/2845515.
- (EN) Golani D., Distribution of Lessepsian migrant fish in the Mediterranean, in Italian Journal of Zoology, vol. 65, sup. 1, 1998,  pp. 95-99, DOI:10.1080/11250009809386801.
- (EN) Golani D., The Gulf of Suez ichthyofauna - Assemblage pool for Lessepsian migration into the Mediterranean, in Israel Journal of Zoology, vol. 45, n. 1, 1999,  pp. 79-90, DOI:10.1080/00212210.1999.10688979.
- (HE) Golani D. e Appelbaum-Golani B., Red Sea fishes in the Mediterranean Sea – history and recent developments, in Stambler N.. (a cura di), Life in the Mediterranean Sea: A look at habitat changes, New York, Nova Science Publishers, 2012,  pp. 295-308.
- (EN) Golani D. e Fricke R., Checklist of Red Sea fishes with delineation of the Gulf of Suez, Gulf of Aqaba, endemism and Lessepsian migrants (PDF), in Zootaxa, vol. 4509, n. 1, 2018,  pp. 1-215, DOI:10.11646/zootaxa.4509.1.1.
- (EN) Golani D., Fricke R. e Appelbaum-golani B., Zoogeographic patterns of Red Sea fishes – are they correlated to success in colonization of the Mediterranean via the Suez Canal?, in Marine Biology Research, vol. 16, n. 4, 2021,  pp. 774-780, DOI:10.1080/17451000.2021.1894340.
- (EN) Goren M. e Klausewitz W., Two Mediterranean gobiid fishes new in the Red Sea (Pisces: Gobiidae), in Senckenbergiana Biologica, vol. 59, n. 1, 1978.
- (EN) Hiddink J.G., Ben Rais Lasram F., Cantrill J. e Davies A.J., Keeping pace with climate change: What can we learn from the spread of Lessepsian migrants?, in Global Change Biology, vol. 18, n. 7, 2012,  pp. 2161-2172, DOI:10.1111/j.1365-2486.2012.02698.x.

(EN) Kalogirou S. e Michailidis N., FAO, Report of the technical meeting on the lessepsian migration and its impact on Eastern Mediterranean fishery (PDF), FAO EastMedVolume: GCP/INT/041/EC – GRE – ITA/TD-04, Nicosia, Cipro, 7-9 dicembre 2010. URL consultato il 19 luglio 2025.
- (EN) Khalil M.T., Mostafa A.B. ed El-Naggar M., Climate Change and Lessepsian Migration to the Mediterranean Sea, in Khalil M.T., Emam W.W.M. e Negm A. (a cura di), Climate Changes Impacts on Aquatic Environment, Springer Cham, 2025, DOI:10.1007/978-3-031-74897-4_4, ISBN 978-3-031-74897-4.
- (EN) Koukouras A.S., Kitsos M.S., Tzomos T. e Tselepides A., Evolution of the entrance rate and of the spatio-temporal distribution of Lessepsian Crustacea Decapoda in the Mediterranean Sea, in Crustaceana, vol. 17, n. 12, 2012,  pp. 81-96, DOI:10.1163/001121610X539498.
- (EN) Nawrot R., Chattopadhyay D. e Zuschin M., What guides invasion success? Ecological correlates of arrival, establishment and spread of Red Sea bivalves in the Mediterranean Sea, in Diversity and Distributions, vol. 21, n. 9, 2015,  pp. 1075-1086, DOI:10.1111/ddi.12348.
- (EN) Por F.D., One Hundred Years of Suez Canal-A Century of Lessepsian Migration: Retrospect and Viewpoints, in Systematic Zoology, vol. 20, n. 2, 1971,  pp. 138-159, DOI:10.2307/2412054.
- (EN) Rilov G. e Galil B., Marine Bioinvasions in the Mediterranean Sea – History, Distribution and Ecology, in Rilov G. e Crooks J.A. (a cura di), Biological invasions in marine ecosystems: ecological, management, and geographic perspectives, Berlin, Heidelberg, Springer Berlin, Heidelberg, 2009,  pp. 549-575, DOI:10.1007/978-3-540-79236-9_31, ISBN 978-3-642-09811-6.
- (EN) Solanou M., Valavanis V.D., Karachle P.K. e Giannoulaki M., Looking at the Expansion of Three Demersal Lessepsian Fish Immigrants in the Greek Seas: What Can We Get from Spatial Distribution Modeling?, in Diversity, vol. 15, n. 6, 2023,  p. 776, DOI:10.3390/d15060776.
- Enrico Tortonese, Ambienti e pesci dei mari tropicali, Bologna, Calderini, 1983, ISBN 978-8870191950.
- (EN) Zakaria H.Y., Article Review: Lessepsian migration of zooplankton through Suez Canal and its impact on ecological system, in Egyptian Journal of Aquatic Research, vol. 41, n. 2, 2015,  pp. 129-144, DOI:10.1016/j.ejar.2015.04.001.

### Singolitaxa
- (EN) Azzurro E., Soto S., Garofalo G. e Maynou F., Fistularia commersonii in the Mediterranean Sea: Invasion history and distribution modeling based on presence-only records, in Biological Invasions, vol. 15, n. 5, 2012,  pp. 977-990, DOI:10.1007/s10530-012-0344-4.
- (EN) Bariche M., Kazanjian G. e Azzurro E., A lag of 25 years: evidence from an old capture of Fistularia commersonii Rüppell, 1838 from Lebanon (Mediterranean Sea) (PDF), in Journal of Applied Ichthyology, vol. 1, 2013,  pp. 1-2, DOI:10.1111/jai.12394.
- (EN) Ben-Tuvia A., On the Occurrence of the Mediterranean Serranid Fish Dicentrarchus punctatus (Bloch) in the Gulf of Suez, in Copeia, vol. 1971, n. 4, 1971,  pp. 741-743, DOI:10.2307/1442650.
- (EN) Chanet B., Desoutter-Meniger M. e Bogorodsky S.V., Range extension of Egyptian sole Solea aegyptiaca (Soleidae: Pleuronectiformes), in the Red Sea, in Cybium, vol. 36, n. 4, 2012,  pp. 581-584.
- (EN) Dulčić J., Scordella G. e Guidetti P., On the record of the Lessepsian migrant Fistularia commersonii (Rüppell, 1835) from the Adriatic Sea, in Journal of Applied Ichthyology, vol. 24, n. 1, 2007,  pp. 101-102, DOI:10.1111/j.1439-0426.2007.01022.x.
- (EN) Edelist D., Golani D., Rilov G. e Spanier E., The invasive venomous striped eel catfish Plotosus lineatus in the Levant: Possible mechanisms facilitating its rapid invasional success, in Marine Biology, vol. 159, n. 2, 2012,  pp. 283-290, DOI:10.1007/s00227-011-1806-4.
- (EN) Galil B., Douek J., Mienis H.K. e Rinkevich B., Comments on " The Mediterranean Sea as a gateway for invasion of the Red Sea: the case of the Indo-West Pacific head-shield slug Chelidonura fulvipunctata Baba, 1938 ", in Aquatic Invasions, vol. 11, n. 4, 2016,  pp. 351-354, DOI:10.3391/ai.2016.11.3.03.
- (EN) Garibaldi F. e Orsi Relini L., Record of the bluespotted cornetfish Fistularia commersonii Rüppell, 1838 in the Ligurian Sea (NW Mediterranean), in Aquatic Invasions, vol. 3, n. 4, 2008,  pp. 471-474, DOI:10.3391/ai.2008.3.4.20.
- (EN) Golani D., The Indo-Pacific striped eel catfish, Plotosus lineatus (Thunberg, 1787), (Osteichtyes: Siluriformes) a new record from the Mediterranean, in Scientia Marina, vol. 66, n. 3, 2002,  pp. 321-323, DOI:10.3989/scimar.2002.66n3321.
- (EN) Golani D., First record of bluespotted cornetfish from the Mediterranean Sea, in Journal of Fish Biology, vol. 56, n. 6, 2000,  pp. 1545-1547, DOI:10.1111/j.1095-8649.2000.tb02163.x.
- (EN) Karachle P.K., Triantaphyllidis C. e Stergiou K.I., Fistularia commersonii Rüppell, 1838: A Lessepsian sprinter, in Acta Ichthyologica et Piscatoria, vol. 34, n. 1, 2004,  pp. 103-108, DOI:10.3750/AIP2004.34.1.09.
- (EN) Malaquias M., Zamora-Silva A., Vitale D., Spinelli A., De Matteo S., Giacobbe S., Ortigosa D. e Cervera J.L., The Mediterranean Sea as a gateway for invasion of the Red Sea: the case of the Indo-West Pacific head-shield slug Chelidonura fulvipunctata Baba, 1938, in Aquatic Invasions, vol. 11, n. 3, 2016,  pp. 247-255, DOI:10.3391/ai.2016.11.3.03.
- (EN) Malaquias M.A.E., Zamora-Silva A., Vitale D., Spinelli A., De Matteo S., Giacobbe S., Ortigosa D. e Cervera J.L., The Suez Canal as a revolving door for marine species: A reply to Galil et al. (2016), in Aquatic invasions, vol. 12, n. 1, 2017,  pp. 1-4, DOI:10.3391/ai.2017.12.1.01.
- Micarelli P., Barlettani M. e Ceccarelli R., Prima segnalazione di Fistularia commersonii (Rüppell, 1835) (Fistularidae, Pisces) nel Tirreno settentrionale (PDF), in Biologia Marina Mediterranea, vol. 13, n. 1, 2005,  pp. 887-889, DOI:10.6084/m9.figshare.12442601.
- (EN) Pais A., Merella P., Follesa M.C. e Garippa G., Westward range expansion of the Lessepsian migrant Fistularia commersonii (Fistulariidae) in the Mediterranean Sea, with notes on its parasites, in Journal of Fish Biology, vol. 70, n. 1, 2007,  pp. 269-277, DOI:10.1111/j.1095-8649.2006.01302.x.
- (EN) Psomadakis P.N., Scacco U., Consalvo I., Bottaro M., Leone F. e Vacchi M., New records of the lessepsian fish Fistularia commersonii (Osteichthyes: Fistulariidae) from the central Tyrrhenian Sea: signs of an incoming colonization?, in Marine Biodiversity Records, vol. 2, 2009,  p. e49, DOI:10.1017/S1755267209000566.
- (EN) Randall J.E. e Golani D., Review of the Moray Eels (Anguilliformes: Muraenidae) of the Red Sea (PDF), in Bulletin of Marine Science, vol. 56, n. 3, 1995,  pp. 849-880.
- (ES) Sánchez-Tocino L., Hidalgo F. e Pontes M., Primera cita de Fistularia commersonii Ruppell, 1838 (Osteichtyes: Fistulariidae) en aguas mediterráneas de la Península Ibérica (PDF), in Zoologia Baetica, vol. 18, 2007,  pp. 79-84.

### Singoli Paesi
- (EN) Ali M.F., Hammoud V.M., Fandi A.A. e Capapé C., Additional records of three exotic teleost species Dory snapper Lutjanus fulviflamma (Lutjanidae), Emperor angelfish Pomacanthus imperator and yellow bar angelfish P. maculosus (Pomacanthidae) from the Syrian coast (Eastern Mediterranean Sea), in Iraqi Journal of Aquaculture, vol. 21, n. 1, 2024,  pp. 18-28, DOI:10.58629/ijaq.v21i1.508.
- (EN) Carpentieri P., Lelli S., Colloca F., Mohanna C., Bartolino V., Moubayed S. e Ardizzone G.D., Incidence of lessepsian migrants on landings of the artisanal fishery of South Lebanon (PDF), in Marine Biodiversity Records, vol. 2, 2008,  p. e71, DOI:10.1017/S1755267209000645.
- (EN) Çinar M.E., Bilecenoglu M., Ozturk B., Katagan T., Yokes M.B., Aysel V., Dagli E., Açik S., Ozkan T. e Erdogan H., An updated review of alien species on the coasts of Turkey, in Mediterranean Marine Science, vol. 12, n. 2, 2011,  pp. 257-315, DOI:10.12681/mms.34.
- (EN) Galil B., Mienis H.K., Hoffman R. e Goren M., Non-indigenous species along the Israeli Mediterranean coast: tally, policy, outlook (PDF), in Hydrobiologia, vol. 848, 2021,  pp. 2011-2029, DOI:10.1007/s10750-020-04420-w.
- (EN) George C.J. e Athanassiou V., A two year study of the fishes appearing in the seine fishery of St George Bay, Lebanon (PDF), in Annali del Museo Civico di Storia Naturale di Genova, vol. 76, 1967,  pp. 237-294.
- (EN) Halim Y. e Rizkalla S., Aliens in Egyptian Mediterranean waters. A check-list of Erythrean fish with new records, in Mediterranean Marine Science, vol. 12, n. 2, 2011,  pp. 479-490, DOI:10.12681/mms.46.
- (AR) Hassan M. e Alaa Alcheikh A., Investigating Abundance of Four Lessepsian Fish Species in the Syrian Coastal Waters, Tartous (Banias- bsira) (abstract), in Jordan Journal of Agricultural Sciences, vol. 8, n. 4, 2012,  pp. 692-704.
- (EN) Iglésias S.P. e Frotté L., Alien marine fishes in Cyprus: update and new records, in Aquatic Invasions, vol. 10, n. 4, 2015,  pp. 425-438, DOI:10.3391/ai.2015.10.4.06.
- (EN) Papaconstantinou C., The Spreading of Lessepsian fish migrants into the Aegean Sea (Greece), in Scientia Marina, vol. 54, n. 4, 1990,  pp. 313-316.
- (EN) Ragkousis M., Sini M., Koukourouvli N., Zenetos A. e Katsanevakis S., Invading the Greek Seas: Spatiotemporal Patterns of Marine Impactful Alien and Cryptogenic Species, in Diversity, vol. 15, n. 3, 2023,  pp. 1-18, DOI:10.3390/d15030353.
- (EN) Saad A., Check–list of bony fish collected from the coast of Syria, in Turkish Journal of Fisheries and Aquatic Sciences, vol. 5, n. 2, 2005,  pp. 99-106.
- (EN) Torcu H. e Mater S., Lessepsian Fishes Spreading Along the Coasts of the Mediterranean and the Southern Aegean Sea of Turkey, in Turkish Journal of Zoology, vol. 24, n. 2, 2000,  pp. 139-148.
- (EN) Zenetos A., Katsanevakis S., Poursanidis D., Crocetta F., Damalas D., Apostolopoulos G., Gravili C., Vardala-Theodorou E. e Malaquias M., Marine alien species in Greek Seas: Additions and amendments by 2010, in Mediterranean Marine Science, vol. 12, n. 1, 2011,  pp. 95-120, DOI:10.12681/mms.55.

### Altro
- (EN) Sneh A., Weissbrod T. e Perath I., Evidence for an Ancient Egyptian Frontier Canal: The remnants of an artificial waterway discovered in the northeastern Nile Delta may have formed part of the barrier called" Shur of Egypt" in ancient texts, in American Scientist, vol. 63, n. 5, 1975,  pp. 542-548.